# Julien Devriendt
Julien Devriendt (Vilvoorde, 25 november 1998) is een Belgische professioneel voetballer die bij voorkeur als doelverdediger speelt. Hij staat onder contract bij Patro Eisden Maasmechelen. 
Julien Devriendt was actief bij Eendracht Aalst toen die club in de lagere reeksen uitkwam. In 2020 tekende hij bij FCV Dender EH om in juli 2025 voor de Limburgse club te kiezen.